# Корнилий (митрополит Сибирский)
Митрополит Корнилий — митрополит Сибирский и Тобольский.
С 1646 по 1661 год — игумен Спасо Преображенского монастыря в Арзамасе.
С 1662 года — архимандрит Новгородского Хутынского Варлаамиева монастыря.
24 июля 1664 года хиротонисан во епископа Сибирского и Тобольского с возведением в сан архиепископа. 6 февраля 1665 года прибыл в Тобольск.
В 1668 году вызван в Москву и 25 мая 1668 года патриархом Иоасафом II возведён в сан митрополита, Тобольская епархия была поставлена на 4 место в Русской Церкви.
Митрополит Корнилий в своей епархии строго наблюдал за жизнью и деятельностью духовенства, заботился о распространении христианства среди инородческого населения; во многих слободах и острогах, как-то Шадринской, Бешкильской, Торсютской, Иркутской, Красногорском и других, построил церкви. По его грамоте построен монастырь в честь Вознесения Господня при Иркутском остроге в 1672 году.
Оставил богатые вклады в архиерейскую ризницу.
За несколько месяцев до кончины принял схиму.
Скончался 23 декабря 1678 года в схиме (по другим источникам, в 1677 году). Погребён в Тобольском соборном храме.